# Barrage de Batman
Pour les articles homonymes, voir Batman (homonymie).
Le barrage de Batman (en turc Batman barajı) est un barrage turc sur la rivière Batman, situé près de la ville de Batman et construit dans le cadre du vaste projet du Sud-est anatolien.

## Sources
- www.dsi.gov.tr/tricold/batman.htm Site de l'agence gouvernementale turque des travaux hydrauliques (en)